# Cicoencyrtus angustifrons
Cicoencyrtus angustifrons är en stekelart som beskrevs av John S. Noyes 1980. Cicoencyrtus angustifrons ingår i släktet Cicoencyrtus och familjen sköldlussteklar. Inga underarter finns listade i Catalogue of Life.